# Wladimir Malachow (Radsportler)
Wladimir Malachow (russisch Владимир Малахов; * 1958 in Rostow am Don) ist ein ehemaliger sowjetischer Radrennfahrer und nationaler Meister im Radsport.

## Sportliche Laufbahn
Malachow war im Straßenradsport aktiv. 1980 gewann er das Rennen Triptyque Ardennaise vor Nico Emonds mit einem Etappensieg. 1981 siegte er im griechischen Etappenrennen Tour of Sacrifice vor Kanellos Kanellopoulos. 1982 wurde er Vizemeister im Straßenrennen in der Sowjetunion hinter Riho Suun sowie Dritter der Meisterschaft im Kriterium. Die Kriteriumsmeisterschaft gewann er 1984. 1983 holte er zwei Etappensiege im Giro Next Gen. 1984 gewann er das Eintagesrennen Trofeo Papa Cervi in Italien. Die Vuelta a España 1985 bestritt er mit der sowjetischen Nationalmannschaft, die mit einer Sondergenehmigung der Union Cycliste International (UCI) an dem Etappenrennen teilnehmen konnte. Er gewann dort eine Etappe und wurde 71. im Gesamtklassement. Malachow war der erste sowjetische Fahrer, der eine Etappe in einer der Grand Tours gewinnen konnte.